# Can Recasens (Figaró-Montmany)
Can Recasens és una obra eclèctica de Figaró-Montmany (Vallès Oriental) inclosa a l'Inventari del Patrimoni Arquitectònic de Catalunya.

## Descripció
Edifici amb una paret mitgera i fent angle amb el carrer. Està en un desnivell del terreny, pel que la façana del carrer té baixos i tres pisos d'alçada mentre que la façana de la plaça té planta baixa i dos pisos. Està cobert a doble vessant. La porta d'accés està coronada per un frontó amb un gran floró al centre, flanquejat per dues grans volutes. En els emmarcaments de les finestres i el cos superior hi ha esgrafiats amb motius geomètrics, cintes i circell d'acant. Hi ha un sòcol de pedra.

## Història
Es desconeix l'autor i la datació exacta de la casa, però està situada a la zona més antiga del nucli de població. Juntament amb la casa del costat són les úniques que presenten motius decoratius de tipus clàssic. Ambdues presenten una homogeneïtat tipològica.